# Deutzia bhutanensis
Deutzia bhutanensis  (лат.) (устоявшегося русского названия нет, возможное русское название — Дейция бутанская) — многолетний лиственный кустарник, вид семейства Гортензиевые (Hydrangeaceae) родом из Восточных Гималаев. Данный вид также встречается в национальном парке Канченджанга.

## Распространение
Встречается в Восточных Гималаях, в Непале и Бутане, на высотах 2100—2400 метров.

## Ботаническое описание
Розово-фиолетовые цветки с эллиптическими лепестками длиной 1—1,2 см собраны в довольно плотные соцветия в пазухах листьев. Иногда цветки появляются вместе с молодыми листьями, а иногда и опережают их появление. Листья эллиптические, ланцетные, длиной до 4 см, зелёные с обеих сторон, с мелкозубчатым краем.